# Место жительства
Ме́сто жи́тельства (также местожительство, лат. domicilium) — место, где человек (гражданин) постоянно или преимущественно проживает.
В других источниках указано что Местожительство — юридическое понятие, устанавливаемое в видах правильного отправления правосудия, совершения некоторых юридических актов (брака, установления опеки, исполнения обязательств и так далее), исполнения целого ряда общественных обязанностей и пользования связанными с ними правами. Помещение, в котором он обитает, он может занимать в качестве собственника, по договору найма (поднайма), договору аренды либо на иных основаниях, предусмотренных законодательством государства — гостиница, жилой дом, квартира, служебное жилое помещение, специализированные дома (общежитие, гостиница-приют, дом маневренного фонда, специальный дом для одиноких и престарелых, дом-интернат для инвалидов, ветеранов и другое), а также иное жилое помещение. Также употребляется термин место заявленного места постоянного жительства. Ранее жительство чье, корень, оседлость — Местопребыва́нье.

## Законодательство
На начало столетия Местожительство, юридич., в Российской империи, место служения, приписки, нахождения недвижимости лица, живущего в ней, и второе значение место оседлости и домашнего обзаведения. Первое имело значение в сношениях с административными властями, второе — для определения подсудности.
В целях обеспечения необходимых условий для реализации гражданами своих прав и свобод, а также исполнения ими обязанностей перед прочими гражданами, государством и обществом ведется регистрационный учёт граждан по месту жительства (в России см. Регистрационный учёт в Российской Федерации).
Постоянное или временное изменение места жительства должно осуществляться в соответствии с Правилами регистрации и снятия граждан Российской Федерации с регистрационного учёта по месту пребывания и по месту жительства в пределах Российской Федерации.

ГРАЖДАНСКИЙ КОДЕКС РОССИЙСКОЙ ФЕДЕРАЦИИ

Часть первая
Статья 20. Место жительства гражданина

1. Местом жительства признается место, где гражданин постоянно или преимущественно проживает.

2. Местом жительства несовершеннолетних, не достигших четырнадцати лет, или граждан, находящихся под опекой, признается место жительства их законных представителей — родителей, усыновителей или опекунов.
Местом жительства несовершеннолетних, не достигших 14 лет, или граждан, находящихся под опекой, признается место жительства их законных представителей — родителей, усыновителей или опекунов (см. ст. 20 ГК РФ).
На Украине срочный регистрационный учёт места жительства и пребывания физических лиц был введён в мае 2012 года. Это же делают и граждане Эстонии

### Декларирование местожительства
По прибытии в то или иное новое место проживания в некоторых странах требуется декларирование местожительства (см. Вид на жительство).

## В кинематографе
- х/ф «Последнее известное место жительства» — французский фильм 1970 года